# Doui Thabet
Doui Thabet (în arabă دوى ثابت) este o comună din provincia Saïda, Algeria.
Populația comunei este de 5.158 de locuitori (2008).